# تیونه دلی آبروتزی
تیونه دلی آبروتزی (به ایتالیایی: Tione degli Abruzzi) یک کومونه در ایتالیا است که در استان لاکویلا واقع شده‌است. تیونه دلی آبروتزی ۴۰٫۴۲ کیلومتر مربع مساحت و ۳۴۳ نفر جمعیت دارد و ۵۸۱ متر بالاتر از سطح دریا واقع شده‌است.